# 苦力 (映画)
苦力 (Coolie, कुली, قُلى) 1983年のインドのアクションコメディ映画。監督はマンモハン・デサイ、脚本はカデル・カーン。出演はアミターブ・バッチャン、ワヒーダ・レーマン、カデル・カーン、リシ・カプール。

## 表現
- アミターブ・バッチャン - イクバル・カーン
- リシ・カプール - サニー・カーン
- ラティ・アグニホトリ - ジュリー・ディ・コスタ
- ワヒーダ・リーマン - サルマ・カーン
- ショーマ・アナンド - ディーパ・アイアンガー
- アムリッシュ・プリ - ジョン・ディ・コスタ
- カデル・カーン - ザファル・カーン
- スレシュ・オベロイ - ヴィッキー・プリ
- プニート・イサール - ボブ
- サティエン・カップ - アスラム・カーン
- オム・シブプリ - オム・プリ
- ニル・プーレ - ナトゥ
- ムクリ - ディーパの父
- Tun Tun - 7 人の赤ちゃんの母親
- ゴーガ・カプール - ゴガ

## 参照
1. ↑  “BoxOffice India.com”. web.archive.org (2009年2月1日). 2025年5月20日閲覧。